# ریپسدورف
ریپسدورف (به آلمانی: Riepsdorf) یک شهر در آلمان است که در استهلشتاین واقع شده‌است. ریپسدورف ۱٬۰۱۶ نفر جمعیت دارد.